# Amazonides ascia
Amazonides ascia là một loài bướm đêm trong họ Noctuidae.